# Raviv Limonad
Raviv Limonad (in ebraico רביב לימונד‎?; Natanya, 26 agosto 1984) è un cestista israeliano.

## Carriera
Con Israele ha disputato tre edizioni dei Campionati europei (2009, 2013, 2015).

## Palmarès
- Campionato israeliano: 1

Maccabi Tel Aviv: 2008-09
- Coppa di Israele: 1

Maccabi Tel Aviv: 2009-10
- FIBA Europe Cup: 1

Ironi Nes Ziona: 2020-21